# 卡萨特基诺村委员会
卡萨特基诺村委员会（俄语：Касаткинский сельсовет）是俄罗斯联邦阿穆尔州阿尔哈拉区所属的一个村委员会。其下辖有4个居民点，行政中心为卡萨特基诺。据2016年统计，该村委员会的人口为566人。